# Pygoplites diacanthus
Pygoplites diacanthus é uma espécie de peixe da família Pomacanthidae.